# Noëlla Pontois
Pour les articles homonymes, voir Pontois.
Noëlla Pontois (née en 1943) est une danseuse étoile française.

## Biographie
Noëlla Pontois naît à Vendôme le 24 décembre 1943. Elle s'initie à la danse et entre à l'école de danse de l’Opéra de Paris en 1953, à 9 ans.
Elle suivra les cours de Janine Schwarz et d'Huguette Devanel qui la trouvent concentrée, volontaire, disciplinée et assidue. Entre 1953 et 1960, elle découvre l'ambiance de la Comédie-Française. Elle est Amour dans Tannhaüser et dans l'Opéra des Indes Galantes, Négrillon dans Faust[Lequel ?] et Aïda puis Ange dans le Martyre de Saint Sébastien.
Après des études à l'école de danse de l'Opéra de Paris, elle est engagée dans le corps de Ballet de l'Opéra en 1960 et devient 1er quadrille en 1962 puis coryphée en 1963. Elle commence à danser les grands pas de deux classiques avec Patrice Bart. En 1964, elle accède au rang de sujet. Elle commence à danser ses premiers rôles de soliste en 1965 : le pas de deux des Vendangeurs avec Gilbert Mayer, le pas de quatre (la Danse des petits cygnes) du Lac des cygnes. Roland Petit crée pour elle un pas de deux dans Adage et Variations. Le prix René Blum lui est décerné.
En 1966, à la suite de l'examen, elle est promue première danseuse et remplace Christiane Vlassi au pied levé aux côtés d'Attilio Labis dans Arcades. Sous l'impulsion d'André Malraux, elle participe à la création des Maisons de la Culture avec des chorégraphies de Michel Descombey. Elle est invitée au London Festival Ballet où elle remporte un grand succès dans La Belle au Bois dormant aux côtés de John Giplin. En 1968, elle devient étoile et obtient le prix Pavlova. Dans Giselle, Cyril Atanassof est son premier Prince Albrecht.
Rudolf Noureev, invité peu après à l'Opéra de Paris la choisit pour être sa partenaire dans le pas de deux de Casse-Noisette. Elle prend part avec lui à la création d'Extase de Roland Petit et retrouve avec lui le rôle de Giselle qu'elle ne cessera d'approfondir. On la considère alors comme la plus romantique des étoiles de l'Opéra depuis Yvette Chauviré qui la conseille pour ce rôle. Ce ballet est celui qu'elle a le plus souvent dansé de 1968 à 1991.
Elle danse avec les plus grands : Cyril Atanassof, Patrick Dupond, Mickaël Denard, Jean-Pierre Bonnefous, Rudolf Noureev, Mikhaïl Barychnikov, Fernando Bujones, Jean-Pierre Franchetti, Serge Peretti, Jean-Yves Lormeau, Laurent Hilaire, Manuel Legris, Eric Vu-An, Charles Jude, Georges Piletta, Rudy Brians, Denys Ganio, Peter Schaufuss.
Elle travaille aussi avec les plus grands chorégraphes : Serge Lifar, Roland Petit, Maurice Béjart, John Neumeier, Hans Spoerli, Serge Golovine...
Elle a dansé tous les rôles du répertoire classique : Giselle, La belle au bois dormant, Ivan le terrible, Spartacus, Roméo et Juliette, Apollon musagète, Don Quichotte, Le loup, L'après-midi d'un faune, Raymonda, Coppélia, Sylvia, Le bourgeois gentilhomme, Les mirages, Notre Dame de Paris, La sylphide, Etudes, Casse-Noisette, La Bayadère, Le songe d'une nuit d'été, Le lac des cygnes.
En 1975, elle reçoit le titre de chevalier de la Légion d'honneur puis est décorée de l’Ordre national du Mérite en 1978.
Elle s'est mariée avec un danseur japonais, Daïni Kudo. Leur fille, Mitéki Kudo a également fait partie du corps de ballet de l'Opéra de Paris ainsi que leur gendre Gil Isoart.
En 1983, à 40 ans, elle finit sa carrière à l'Opéra de Paris avec le ballet Raymonda.
De 1988 à 2007, elle devient professeur à l'Opéra de Paris.
Elle se retire en 1993, à 50 ans, après avoir fêté ses vingt-cinq années de danseuse étoile sur scène avec sa fille Mitéki, alors sujet dans le corps de ballet, une première dans l'histoire de l'Opéra de Paris.

## Exposition
En février 2013, une exposition intitulée Noëlla Pontois, divine étoile lui est consacrée à l'espace Éléphant Paname à Paris.